# Hayer Tbesi
Hayer Tbesi –en árabe, هاجر تبسي– (nacida el 8 de abril de 1971) es una deportista tunecina que compitió en judo. Ganó una medalla de bronce en el Campeonato Africano de Judo de 1996 en la categoría de –61 kg.

## Palmarés internacional
| Campeonato Africano | Campeonato Africano   | Campeonato Africano | Campeonato Africano |
| Año                 | Lugar                 | Medalla             | Categoría           |
| ------------------- | --------------------- | ------------------- | ------------------- |
| 1996                | Sudáfrica (Sudáfrica) | Medalla de bronce   | –61 kg              |